# Ptolomeo V
Ptolomeo V Epífanes (Griego: Πτολεμαίος Επιφανής) (210-181 a. C.) fue rey de Egipto desde los cinco años. Pertenece a la dinastía ptolemaica. Fue el último de los grandes reyes lágidas, tras él las luchas dinásticas y civiles (junto al intervencionismo romano) caracterizaron el debilitamiento de la dinastía ptolemaica.

## Biografía
Su reinado comenzó haciendo frente a rebeliones internas –principalmente la gran revuelta tebana– e invasiones extranjeras. Las fuerzas de Alejandría lograron rechazar a los invasores, y derrotar a Anjunnefer, rey nativo local del Alto Egipto. Sin embargo, la mayor parte de las regiones más exteriores del reino ptolemaico fueron perdidas hacia el final del reinado. 
La coronación oficial se realizó el 27 de marzo del año 196 a. C., en Menfis, según el ritual egipcio tradicional. Con motivo de este acontecimiento, el clero egipcio publicó un decreto escrito en tres alfabetos: jeroglífico, demótico y griego, sobre una estela de piedra: la Piedra de Rosetta; este decreto fue descubierto en 1799, contribuyendo definitivamente al moderno descifrado de la escritura jeroglífica egipcia. 
Los reyes Antíoco III el Grande (de la dinastía seléucida) y Filipo V de Macedonia le declararon la guerra. Acudió Roma en su ayuda, pero esta intervención fue nefasta para el futuro del reino egipcio.
Se casó en el 193 a. C. con la princesa seléucida Cleopatra I, hija de Antíoco III. Le sucedió en el trono su hijo Ptolomeo VI Filometor (‘el que ama a su madre’).

## Testimonios de su época
- El templo de la deidad león Miysis en Leontópolis fue reconstruido o restaurado (Arnold 1999:180)
- Trabajos en los recintos del templo de Anubis y de Bastet en Saqqara (Arnold 1999:180)
- Templo nuevo para Jnum en Esna (Arnold 1999:180)
- Dos bloques encontrados en el templo de Nejbet en El-Kab (Arnold 1999:181)
- Reconstrucción del templo en File (Arnold 1999:181 - 183)
- La Piedra de Rosetta
- La estela del hambre

## Titulatura
- Nombre de Horus: Hunujaemnisuthersetitef
- Nombre de Nebty: Uerpehty Sementauysenefertamery Menejibjernecheru
- Nombre de Hor-Nub: Uadyanjenhenmemet Nebhebusedmiptah

| Titulatura | Jeroglífico | Transliteración (transcripción) - traducción - (referencias) |

| W10 | R8 | W10 | R8 | N36 · W10 · W10 | F44 · N35 | Q3 · X1 | V28 | U21 | F12 | D28 | C2 | C12 | S42 | S34 |

| W10 | R8 | W10 | R8 | N36 · W10 · W10 | F44 · N35 | Q3 · X1 | V28 | U21 | F12 | D28 | C2 | C12 | S42 | S34 |

| W10 | R8 | W10 | R8 | N36 · W10 · W10 | F44 · N35 | Q3 · X1 | V28 | U21 | F12 | D28 | C2 | C12 | S42 | S34 |

| W10 | R8 | W10 | R8 | N36 · W10 · W10 | F44 · N35 | Q3 · X1 | V28 | U21 | F12 | D28 | C2 | C12 | S42 | S34 |

| W10 | R8 | W10 | R8 | N36 · W10 · W10 | F44 · N35 | Q3 · X1 | V28 | U21 | F12 | D28 | C2 | C12 | S42 | S34 |

| W10 | R8 | W10 | R8 | N36 · W10 · W10 | F44 · N35 | Q3 · X1 | V28 | U21 | F12 | D28 | C2 | C12 | S42 | S34 |

| W10 | R8 | W10 | R8 | N36 · W10 · W10 | F44 · N35 | Q3 · X1 | V28 | U21 | F12 | D28 | C2 | C12 | S42 | S34 |

| W10 | R8 | W10 | R8 | N36 · W10 · W10 | F44 · N35 | Q3 · X1 | V28 | U21 | F12 | D28 | C2 | C12 | S42 | S34 |

| W10 | R8 | W10 | R8 | N36 · W10 · W10 | F44 · N35 | Q3 · X1 | V28 | U21 | F12 | D28 | C2 | C12 | S42 | S34 |

| W10 | R8 | W10 | R8 | N36 · W10 · W10 | F44 · N35 | Q3 · X1 | V28 | U21 | F12 | D28 | C2 | C12 | S42 | S34 |

| W10 | R8 | W10 | R8 | N36 · W10 · W10 | F44 · N35 | Q3 · X1 | V28 | U21 | F12 | D28 | C2 | C12 | S42 | S34 |

| W10 | R8 | W10 | R8 | N36 · W10 · W10 | F44 · N35 | Q3 · X1 | V28 | U21 | F12 | D28 | C2 | C12 | S42 | S34 |

| W10 | R8 | W10 | R8 | N36 · W10 · W10 | F44 · N35 | Q3 · X1 | V28 | U21 | F12 | D28 | C2 | C12 | S42 | S34 |

| W10 | R8 | W10 | R8 | N36 · W10 · W10 | F44 · N35 | Q3 · X1 | V28 | U21 | F12 | D28 | C2 | C12 | S42 | S34 |

| W10 | R8 | W10 | R8 | N36 · W10 · W10 | F44 · N35 | Q3 · X1 | V28 | U21 | F12 | D28 | C2 | C12 | S42 | S34 |

| W10 | R8 | W10 | R8 | N36 · W10 · W10 | F44 · N35 | Q3 · X1 | V28 | U21 | F12 | D28 | C2 | C12 | S42 | S34 |

|  | ỉwˁ n nṯr.wy mr ỉt stp n ptḥ wsr kȝ rˁ sḫm ˁnḫ n ỉmn (iuaennecheruymerit setepenptah userkara sejemanjenamon) Heredero de los dioses Filopator, Elegido de Ptah, El ka de Ra es poderoso, Imagen viviente de Amón |

| Q3 · X1 | V4 | E23 · Aa15 | M17 | M17 | S29 | S34 | D&t&N17 | Q3 · X1 | V28 | U6 |

| Q3 · X1 | V4 | E23 · Aa15 | M17 | M17 | S29 | S34 | D&t&N17 | Q3 · X1 | V28 | U6 |

| Q3 · X1 | V4 | E23 · Aa15 | M17 | M17 | S29 | S34 | D&t&N17 | Q3 · X1 | V28 | U6 |

| Q3 · X1 | V4 | E23 · Aa15 | M17 | M17 | S29 | S34 | D&t&N17 | Q3 · X1 | V28 | U6 |

| Q3 · X1 | V4 | E23 · Aa15 | M17 | M17 | S29 | S34 | D&t&N17 | Q3 · X1 | V28 | U6 |

| Q3 · X1 | V4 | E23 · Aa15 | M17 | M17 | S29 | S34 | D&t&N17 | Q3 · X1 | V28 | U6 |

| Q3 · X1 | V4 | E23 · Aa15 | M17 | M17 | S29 | S34 | D&t&N17 | Q3 · X1 | V28 | U6 |

| Q3 · X1 | V4 | E23 · Aa15 | M17 | M17 | S29 | S34 | D&t&N17 | Q3 · X1 | V28 | U6 |

| Q3 · X1 | V4 | E23 · Aa15 | M17 | M17 | S29 | S34 | D&t&N17 | Q3 · X1 | V28 | U6 |

| Q3 · X1 | V4 | E23 · Aa15 | M17 | M17 | S29 | S34 | D&t&N17 | Q3 · X1 | V28 | U6 |

| Q3 · X1 | V4 | E23 · Aa15 | M17 | M17 | S29 | S34 | D&t&N17 | Q3 · X1 | V28 | U6 |

| Q3 · X1 | V4 | E23 · Aa15 | M17 | M17 | S29 | S34 | D&t&N17 | Q3 · X1 | V28 | U6 |

| Q3 · X1 | V4 | E23 · Aa15 | M17 | M17 | S29 | S34 | D&t&N17 | Q3 · X1 | V28 | U6 |

| Q3 · X1 | V4 | E23 · Aa15 | M17 | M17 | S29 | S34 | D&t&N17 | Q3 · X1 | V28 | U6 |

| Q3 · X1 | V4 | E23 · Aa15 | M17 | M17 | S29 | S34 | D&t&N17 | Q3 · X1 | V28 | U6 |

| Q3 · X1 | V4 | E23 · Aa15 | M17 | M17 | S29 | S34 | D&t&N17 | Q3 · X1 | V28 | U6 |

## Sucesión
| Predecesor: Ptolomeo IV Filopátor | Faraón de Egipto (Dinastía Ptolemaica) 204 - 180 a. C. | Sucesor: Ptolomeo VI Filométor |